# Brise
Brise (in greco antico: Βρίσης?; in latino Brises) o Briseo (Βρισεύς) era un sacerdote di Apollo (o secondo altre versioni di Dioniso) residente a Lirnesso, una città dell'Asia Minore.

È conosciuto soprattutto per essere il padre di Ippodamia, la quale proprio da lui ricevette il patronimico di Briseide.

## Il mito

### Le origini
Brise era un sacerdote di Apollo al tempo della guerra di Troia e abitava a Lirnesso, un'antica città dell'Asia Minore, a quel tempo governata dai fratelli Minete ed Epistrofo, figli di Eveno. Era il fratello di Crise, un sacerdote troiano, ed era padre di due figli: Ippodamia e un certo Eezione (da non confondere con l'eroe omonimo). Una tradizione contrastante, riportata da Ditti Cretese, afferma che Brise era il re dei Lelegi, in Caria, e che da una moglie di cui non si conosce il nome aveva avuto un'unica figlia, Ippodamia oppure anche conosciuta come Briseide.

### La morte
Il sacerdote viveva tranquillamente nella sua città, fino al tempo dello scoppio della guerra di Troia, nel momento in cui Enea, l'eroe troiano, inseguito da Achille, trovò rifugio a Lirnesso. L'eroe greco, inesorabile e deciso a uccidere il nemico, assediò la città e, in poco tempo, grazie al suo contingente di Mirmidoni, la conquistò e fece strage degli abitanti. Minete, il marito di Ippodamia, venne ucciso brutalmente dall'eroe, mentre il fratello Epistrofo subiva la sua stessa tragica sorte. Brise stesso oppose invano resistenza ad Achille ma, alla vista della sua casa ridotta in macerie, disperato, decise di impiccarsi. La figlia Ippodamia, presa in ostaggio dall'eroe, divenne in seguito la sua schiava preferita.